# 藤谷美紀
藤谷美紀（日语：／ Fujitani Miki，1973年9月15日—），日本女演員。以前是Oscar Promotion所屬。出身於愛知縣名古屋市。身高162cm。O型血。

## 人物
藤谷美紀就讀椙山女學園中學（就讀至第2年第1學期）之後，從日出女子學園中學、高校畢業。她的高中同學包括三浦理惠子、田山真美子、亞里香、磯崎亞紀子、美栞了（前藝名古柴香織）等人。
主要作為演員活躍。

### 經歷
1987年，當時還是名古屋市中學2年級學生的藤谷美紀，參加第1屆「全日本國民的美少女比賽」獲得冠軍，從此在演藝界出道。她之所以報名參賽，將可以和仲村亨共同主演獲得大獎附加獎的電影。在歌唱比賽上，她演唱了小泉今日子的《寒風中的擁抱》。1988年4月5日以單曲《轉學生》作為歌手出道。當時同期出道的歌手有Wink 、高岡早紀、田中律子、西田光等人。此後，她作為演員主要活躍於電視劇、舞台劇、電影等領域。

### 個人生活
興趣：繪畫，包括水彩畫。曾有每個月兩次在小學館《週刊Young Sunday》連載拙巧風格4格漫畫的經驗。還飼養陸龜。也喜歡去家電量販店。
2012年11月上旬證實，她與一名圈外人士結婚，並已經懷孕8個月。2013年2月13日，生下一個男孩。此外，或許是因為懷孕期間狀況良好，2013年的《狩矢父女系列》照常拍攝和播出。2015年3月29日，生下一個女孩（體重3030公克，和大兒子一樣）。她生下第二個孩子的消息並未公開。

### 藝名
藝名藤谷美紀是後藤久美子的「藤」和象徵她選美背景的「美」的組合，這是她本名的一部分。有時被稱為，這是模仿前輩後藤久美子的暱稱，但這個暱稱並沒有流行起來。
預定在名古屋舉行的世界設計博覽會（1989年）上放映的影片《古巴爾皮斯·內納斯歷險記》拍攝期間，其工作室因為發生火災（日活拍片場發生火災引發騷亂，第三支消防隊（約出動10台車）被派往現場），由於懸掛在空中，逃生稍有延遲，但除了吸入一些煙霧外，並未受到燒傷等傷害，報紙上寫道「真的是『不死身』（日文發音）」。

### 其他
其宣傳照片於1999年春天停止更新（在此之前，大約每兩年更新一次）。因此，即使到了40多歲，仍然使用25歲時的照片（例如2017年舉辦的「第15屆全日本國民的美少女比賽」的海報）。
儘管藤谷所屬的Oscar Promotion讓她和同公司的演員積極出演大河劇，但藤谷並沒有拍攝大河劇的經驗（她曾經兩次出演電視劇）。

## 演出
粗體字表示主演。

### 電影
- 有你在的愛情故事（1988年，東映）
- 諜海孤魂（日语：アナザー・ウェイ ―D機関情報―）（1988年，東寶）—飾 海軍軍令部長秘書官
- 玻璃中的少女（日语：ガラスの中の少女#東映版映画）（1988年，東映）—飾 廣田悅子
- 擂台戀曲（日语：のぞみウィッチィズ#映画版）（1990年，松竹）—飾 江川望（主演）
- 我愛之譜 瀧廉太郎物語（1993年，東映）—飾 芙美
- 盛開的女人（日语：女ざかり (1994年の映画)）（1993年，松竹）
- 螺旋式（日语：ねじ式#映画）（1998年）—飾 國子（主角津部的妻子）
- 新感官世界（日语：SADA〜戯作・阿部定の生涯）（1998年）
- MURDECA17805（日语：ムルデカ17805）（2001年，東寶）—飾 宮田早苗
- 草之亂（日语：草の乱）（2004年，電影「草之亂」製作委員會）—飾 井上駒
- 日本的青空（日语：日本の青空）（2007年）—飾 鈴木俊子
- 富美子的海（日语：ふみ子の海）（2007年）—飾 淡路千代

### 電視劇
- 週三Grand Roman（日语：水曜グランドロマン） Little Boy Little Girl（1989年8月2日，日本電視台系列）
- 連續電視小說（NHK）
  - 凛凛（日语：凜凜と）（1990年4月2日—9月29日）—飾 岡部玉
  - 向日葵（日语：ひまわり (1996年のテレビドラマ)）（1996年4月1日—10月5日）
- 和宮樣御留（日语：和宮様御留）（1991年1月1日，朝日電視台系列）—飾 和宮
- 女高中生！危險的兼差（日语：女子高生!キケンなアルバイト）（1991年9月10日—24日，TBS系列）—主演：飾 笹山葉月
- 赤頭巾快刀亂麻（1991年4月5日—8月2日，NHK綜合）—飾 菊
- 裸體的刑警（日语：はだかの刑事） 第1—16話（1993年1月8日—5月21日，日本電視台系列）—飾 矢口亞紀
- NHK特集 群島電視劇系列1 像魚一樣（1993年3月28日，NHK綜合，【雙主演：高岡早紀】）—主演：飾 君子[7]
- 電視劇新銀河（日语：ドラマ新銀河）（NHK）
  - 櫸街的人們（日语：欅通りの人びと）（1994年）—飾 岩崎留美
- 週六WIDE劇場（日语：土曜ワイド劇場）（朝日電視台系列）
  - 比丘尼偵探事件帖（日语：尼さん探偵シリーズ）5 「日光·川治溫泉殺人事件」（1994年4月23日）
  - 傑出律師巽志郎（日语：はみだし弁護士・巽志郎）1 「賽馬場辣妹殺人事件！」（1996年2月24日）
  - 女事件記者冴子危險的殺人取材（1999年8月7日）—飾 阿仁屋可奈子
  - 謀殺招待會 新娘在東京灣船上舉行的婚禮跳海自殺！（1999年9月11日）—主演：飾 壽香織（婚姻介紹所社長）
  - 山村美紗懸疑 狩矢父女系列（日语：狩矢父娘シリーズ）（2000年—2020年，【雙主演：田村亮】）—主演：飾 狩矢和美
    1. 京都貴船川殺人事件（2000年10月28日）
    2. 京都～札幌冰雪祭連續殺人事件（2002年3月30日）
    3. 京都紅葉寺殺人事件（2002年11月23日）
    4. 京都祇園殺人事件（2003年6月14日）
    5. 京都祗園祭殺人事件（2004年8月14日）
    6. 花卉棺材（2005年4月2日）
    7. 京都花之艷殺人事件（2006年4月8日）
    8. 京都·花見小路殺人事件（2007年4月7日）
    9. 京料理殺人事件（2008年5月24日）
    10. 京都·茶會殺人案（2009年5月2日）
    11. 京都·美人女演員連續殺人事件（2010年4月24日）
    12. 京都·龍之寺密室殺人（2011年2月8日）
    13. 京都·嵯峨野礦車列車殺人事件（2011年10月22日）
    14. 京都·華麗的密室殺人事件（2012年10月6日）
    15. 京都美食之旅殺人事件！（2013年10月5日）
    16. 京都·嵐山～鸕鶿捕魚殺人事件！（2014年8月30日）
    17. 京都・開運之旅殺人事件！（2016年1月30日）
    18. 京都～神戶求婚殺人事件（2017年3月23日）
    19. 京都·動物之旅殺人事件（2017年9月24日）
    20. 京都俳句之旅殺人事件（2020年2月23日）

  - 偶然路過的街 名牌女子學園醜聞（2000年9月23日，【主演：水谷豐】）—飾 手塚雅子（主角的前妻）
  - 西村京太郎推理之旅（日语：西村京太郎トラベルミステリー）46 「秋田新幹線·小町連續殺人」（2006年7月1日，週六WIDE劇場30週年特別企劃「西村京太郎特集」）—飾 戶塚由美（俱樂部女主人）
  - 內田康夫懸疑劇場福原警部（日语：内田康夫サスペンス・福原警部）系列（2009年—2014年）—飾 椿和美（刑警）
    - 內田康夫懸疑劇場福原警部（2009年6月6日）
    - 內田康夫懸疑劇場福原警部2（2010年6月5日）
    - 內田康夫懸疑劇場福原警部3（2011年4月23日）
    - 內田康夫懸疑劇場福原警部4（2012年4月14日）
    - 內田康夫懸疑劇場福原警部5（2014年9月20日）

  - 西村京太郎推理之旅55 「臥鋪列車仙后座號殺人事件」（2010年11月27日）—飾 大山亞紀
- 週一電視劇特集（日语：月曜ドラマスペシャル）（TBS系列）
  - 消失在貓魔裡的新娘（1995年5月22日，【共演：三田村邦彥（日语：三田村邦彦）】）—主演：飾 石神明美（偶像歌手）
  - 淺見光彥系列（日语：浅見光彦シリーズ (TBSのテレビドラマ)）6 「小樽殺人事件」（1996年4月1日）
  - 十津川警部系列（日语：十津川警部シリーズ (渡瀬恒彦)）17 「越後·會津殺人路線」（1997年7月5日）—飾 廣美（攝影師）
- 電視劇30（日语：ドラマ30）（MBS、TBS系列）
  - 生命連接（日语：命つないで）（1996年8月5日—9月27日）
  - 輪椅金牌（日语：車いすの金メダル）（1998年2月2日—3月27日）—主演：飾 和
- 週五娛樂（日语：金曜エンタテイメント）（富士電視台系列）
  - 戰後50週年特別企劃 女人們的戰爭 被遺忘的戰後歷史 佔領軍的慰安所（1995年8月18日）—飾 牧島文
  - 捲袖護士物語（日语：腕まくり看護婦物語）5 熱情篇（1996年4月19日）
  - 進入京都祗園女婿刑事事件簿（日语：京都祇園入り婿刑事事件簿）系列（1997年—2005年，【雙主演：三田村邦彥】）—主演：飾 三村冴子
    - 進入京都祗園女婿刑事事件簿（1997年5月9日）
    - 進入京都祗園女婿刑事事件簿2（1997年10月3日）
    - 進入京都祗園女婿刑事事件簿3（1998年4月17日）
    - 進入京都祗園女婿刑事事件簿4（1999年1月29日）
    - 進入京都祗園女婿刑事事件簿5（1999年7月23日）
    - 進入京都祗園女婿刑事事件簿6（2000年1月21日）
    - 進入京都祗園女婿刑事事件簿7（2000年12月1日）
    - 進入京都祗園女婿刑事事件簿8（2001年6月8日）
    - 進入京都祗園女婿刑事事件簿9（2002年5月3日）
    - 進入京都祗園女婿刑事事件簿10（2003年5月9日）
    - 進入京都祗園女婿刑事事件簿11（2004年4月16日）
    - 進入京都祗園女婿刑事事件簿12（2005年7月29日）

  - 名古屋新娘物語（日语：名古屋嫁入り物語）9（1997年7月4日）
  - 淺見光彥系列（日语：浅見光彦シリーズ (フジテレビのテレビドラマ)）6 「流浪的音樂家 -越後·沼津殺人事件-」（1998年7月17日）—飾 漆原肇子
  - 淺見光彥系列20 「化生之海 ～北前船殺人事件～」（2005年1月14日）—飾 三井所園子（威士忌酒廠導遊）
  - 津輕海峽推理（日语：津軽海峡ミステリー航路）4 「函館～青森殺人海道」（2005年3月11日）—飾 市原瑞穗
  - 松本清張特集 黑色樹海（日语：黒い樹海）（2005年10月21日）—飾 笠原信子
- 衛星電視劇劇場 櫂（日语：櫂 (小説)#テレビドラマ）（1999年5月6日、13日，NHK-BS2）—飾 巴吉[8]
- 週二懸疑劇場 追蹤（日语：追跡 (火曜サスペンス劇場)）6 「便利商店強盜殺人犯留下的花朵碎片之謎」（1999年9月21日，日本電視台系列）—飾 桑田真弓
- 無賴刑事純情派（日语：はぐれ刑事純情派） 第13系列「懷孕三個月跳樓自殺!? 神田川唱歌的女人」（2000年4月19日，朝日電視台、東映）—飾 三島千惠
- 女人和愛和秘聞（日语：女と愛とミステリー）（東京電視台系列）
  - 山村美紗懸疑 京都·藝妓殺人事件「不倫調査員片山由美（日语：不倫調査員・片山由美）3」（2002年5月1日）—飾 三村麻知子（由美的姪女，與老闆不倫的OL）
  - 名偵探蓑的愛的事件簿大作戰（2003年1月15日）—飾 蓑谷葉子（三野文太飾演蓑谷覺三的女兒
  - 警部補鳴澤了「破彈」（日语：刑事・鳴沢了シリーズ）（2005年3月13日）—飾 小野寺冴（新人刑警）
- 新·愛的風暴（日语：新・愛の嵐）（2002年7月1日—9月28日，東海電視台、富士電視台系列）—主演：飾 三枝光
- 女人與男人的故事（日语：女と男と物語） Episode3「關起門來的愛情」（2003年1月25日，朝日放送）—主演：飾 竹內彩
- 醫界風雲 ～眼淚的癌病房樓篇～（2004年1月3日，TBS系列）—飾 兒玉典子
- 週一推理劇場（日语：月曜ミステリー劇場）（TBS系列）
  - 東京地檢特搜部教授檢察官（2004年8月9日）—飾 姬野美佐子（新聞記者）
  - 十津川警部系列35 「金澤加賀殺意之旅」（2005年7月4日）—飾 北川美雪（旅館的年輕女將）
- 盤嶽的一生（日语：盤嶽の一生#テレビドラマ） 第9話「元骨老大」（2005年5月9日，時代劇專門頻道（日语：時代劇専門チャンネル））—飾 大澤
- 週三推理9（日语：水曜ミステリー9）（東京電視台系列）
  - 警視廳黑豆搭檔（日语：警視庁黒豆コンビ）2 「藍霧」（2006年2月1日）—飾 秦野史子（史學研究室助手）
  - 偽證法庭（2012年4月4日）—飾 大場久美子
  - 搜查檢察官近松茂道（日语：捜査検事・近松茂道）12 「新潟～佐渡殺人航路」（2012年8月22日）—飾 香川百合子
  - 鐵路警察官清村公三郎（日语：鉄道警察官・清村公三郎）11 「房總區間列車殺人鐵路 妖刀村正的詛咒」（2014年10月1日）—飾 坂上莉緒
  - 蒸氣醫生華岡萬里子的溫泉事件簿（日语：湯けむりドクター華岡万里子の温泉事件簿）3 「狐狸取親」（2007年11月7日）—飾 森山朝美
- 週一黃金（日语：月曜ゴールデン）（TBS系列）
  - 懸疑特別企劃 默秘（2006年8月14日）—飾 美里（法廷書記官）
  - 母親醫生診療日記（日语：おふくろ先生の診療日記）（2008年2月25日）—飾 立花理惠子
  - 十津川警部系列42 「九州雛之國殺人路線」（2009年9月28日）—飾 岩村妙子（自由作家）
- 冷暖人間 第9系列（2008年4月3日—2009年3月26日，TBS系列）—飾 南西
- 水戶黃門 最終回特集（2011年12月19日，TBS系列）—飾 深雪
- 鐵證懸案2 ～真相之門～（2018年12月1日，WOWOW）

### 電視節目
- 閱讀漫畫的古典（日语：まんがで読む古典）『更級日記』（1989年，NHK）—飾 菅原孝標女
- 總天然色綜藝 北野電視（日语：総天然色バラエティー 北野テレビ）（1989年，TBS）

### 廣播節目
- （1988年10月—1989年4月，日本放送）—週四夥伴
- 藤谷美紀 天使是FU·JI·MI（日语：藤谷美紀 天使はフ・ジ・ミ）（1988年10月—1991年3月，專業廣播節目製作 山陽放送、熊本放送、宮崎放送、茨城放送、關西電台、山梨放送、福井放送 各局播放）
- 藤谷美紀的♡心塗鴉（1989年4月—9月，FM新潟）
由於節目是新潟縣所提供，所以有「縣政府通知」的時間，由藤谷親自負責宣布這一消息[9]。
- 這是一個瘋狂的夜晚呦惡作劇檸檬（日语：おちゃめな夜だよいたずらレモン）（1989年4月—1990年3月，日本放送）—與小高惠美、高岡早紀共演

### 舞台
- 放浪記（日语：放浪記 (戯曲)）（1996年、1999年、2002年、2004年）—飾 悠起[注 4]
- 黑蜥蜴
- 阿瑪迪斯（英语：Amadeus (play)）—飾 康絲坦茲·莫札特（英语：Constanze Mozart）
- 宛如阿修羅（2004年）—飾 竹澤咲子
- 魔界轉生（松竹，2006年9月2日—26日，於新橋演舞場）
- 憑神（2007年9月，於新橋演舞場）—飾 井上八重
- 輝煌一族（2008年11月—12月，於Le Theatre銀座（日语：ル テアトル銀座 by PARCO）等全國公演）—飾 美伃
- 細雪（東寶，2010年1月2日—28日，於明治座）—飾 四女·妙子
- （2010年4月8日—28日，新國立劇場小劇場）

### 廣告
- 佳麗寶居家產品（日语：クラシエホームプロダクツ）（1988年）

- 日本道路公團 『高速公路卡（日语：ハイウェイカード）』（1988年）
- NTT（1988年、1990年—1991年）
『傳呼機』
『行動電話』
（1988年）
（1990年—1991年） 與藥師丸博子、緒形直人、中井貴一等人共演
- 牛乳石鹼（日语：牛乳石鹸共進社）（1989年—1991年）
『DayUp』 與細川直美共演
- 長沼靜和服學院（日语：長沼静）（1991年）
- 花王『SOFINA（日语：ソフィーナ）』（1993年）
- 好侍食品（2000年—2006年）
- 新日本製藥（日语：新日本製薬）（2009年—）

### 動畫
- 快打旋風II MOVIE（1994年）—飾 春麗
- 浪客劍心 (1996年版)（1996年—1998年）—飾 神谷薰
- 浪客劍心 新京都篇（2012年）—飾 神谷薰[10]

### 遊戲
- 浪客劍心 十勇士陰謀篇（日语：るろうに剣心 -明治剣客浪漫譚- 十勇士陰謀編）（1997年）—飾 神谷薰
- 浪客劍心 再閃（2011年）—飾 神谷薰
- 浪客劍心 完醒（2012年）—飾 神谷薰[11]
- 言靈戰士（日语：共闘ことばRPG コトダマン）（2020年）—飾 神谷薰

### 外語配音
- 清秀佳人（安·雪莉（英语：Anne Shirley）〈梅根·法蘿〉）※富士電視台版。
- 清秀佳人2（英语：Anne of Green Gables: The Sequel）（安·雪莉〈梅根·法蘿〉）※富士電視台版。

## 作品（音樂、出版物）

### 單曲
| 枚數 | 發行日期       | 單曲名稱（日文原名） | 規格編號 | B面  |
| ---- | -------------- | -------------------- | -------- | ---- |
| 1st  | 1988年4月5日   | 轉學生（転校生）           |          | 「」 |
| 2nd  | 1988年7月6日   |                      |          | 「」 |
| 3rd  | 1988年9月7日   |                      |          | 「」 |
| 4th  | 1989年1月25日  | 微成年               |          | 「」 |
| 5th  | 1989年5月25日  | 你的名字（君の名前）         |          | 「」 |
| 6th  | 1989年10月25日 |                      |          | 「」 |
| 7th  | 1990年2月25日  | BELIEVE IN MYSELF    |          | 「」 |
| 8th  | 1990年10月25日 | 木棉的手帕（）       |          | 「」 |
| 9th  | 1991年10月25日 |                      |          | 「」 |

### 專輯
| 枚數 | 發行日期       | 專輯名稱（日文原名） | 規格編號 |
| ---- | -------------- | -------------------- | -------- |
| 1st  | 1988年8月25日  |                      |          |
| 2nd  | 1989年4月10日  | Roomy                |          |
| 3rd  | 1989年11月10日 | In Season            |          |
| 完整 | 2015年8月19日  | 轉學生 完整單曲（転校生 コンプリート·シングルス）  |          |

### 寫真集
- （1988年7月，近代電影社（日语：近代映画社），攝影：鯨井康雄）ISBN 978-4764815193
- （1989年8月，近代電影社，攝影：鯨井康雄）ISBN 978-4764816299
- 《labyrinth》（1993年12月，竹書房，攝影：飯田雅裕）ISBN 978-4884752385
- （1995年2月，WANI BOOKS（日语：ワニブックス），攝影：水谷充）ISBN 978-4847023873

### 書籍
- （1991年，Boutique社（日语：ブティック社））
- （2004年，風媒社（日语：風媒社））

### 錄影帶、LD
- 《ETUDIANTE》
- 《new seme ster》

## 腳註

## 外部連結
- 藤谷美紀｜Oscar Promotion官方個人部落格 （页面存档备份，存于） （日語）（本人不會在部落格上寫文章，由經紀人會在她有工作要做時報告她的進度。）